# 唐禹哲
唐禹哲（ダンソン・タン、Danson Tang、1984年〈民国73年〉9月2日 - ）は台湾基隆市出身の俳優及び歌手である。身長179.5cm、体重61kg。ピアノが弾けるという。所属事務所は娛樂線（八大經紀部）。2007年7月9日エイベックス台湾と歌手契約を結び、同日にデビューアルバム《愛我》をリリース。飛輪海（フェイルンハイ）の汪東城（ジロー・ワン）と仲がいい。

## 芸能活動

### テレビドラマ
| 年度       | チャンネル       | ドラマ                         | 役 名         |
| ---------- | ---------------- | ------------------------------ | ------------- |
| 2004年04月 | 八大             | 撞球小子                       | 阿草          |
| 2004年11月 | 八大             | 火線任務                       | 唐雲生        |
| 2005年     | 八大             | 愛戀狂潮(未放送)               | 李達正        |
| 2005年11月 | 八大             | 終極一班                       | KO.2 ライクス |
| 2006年05月 | 公視             | 幸福牌電冰箱                   | 波波 (林正波) |
| 2006年11月 | 華視、八大       | 花ざかりの君たちへ             | 梁思南        |
| 2007年03月 | 華視、八大       | ぴー夏がいっぱい               | 田光楨        |
| 2007年08月 | 八大             | 終極一家(終極一班続編)         | 夏宇、鬼鳳    |
| 2007年12月 | 中視、八大、TVB  | イタズラなKiss2                | 歐陽幹        |
| 2008年05月 | 中視、八大、有線 | トキメキ!玉子チャーハン        | 冷冽          |
| 2011年     | 華視             | 王子様の条件                   | 李海          |
| 2013年     | 三立             | 美味的想念                     | 杜懷安        |
| 2014年     | 三立             | 恋する人魚〜30女子の磨きかた〜 | 艾德華        |
| 2015年     | 三立             | マーフィーの愛の法則           | 紀家尉        |
| 2015年     | 香港電視         | 還來得及再愛你                 | 萊爾・薩克里  |
| 2015年     | 遼寧衛視         | 恋上黑天使                     | 馬梁          |
| 2017年     | 湖南衛視         | 我們的少年時代                 | 白舟          |
| 2020年     | 三立             | 我的青春沒在怕                 | 高天碩        |

### CDアルバム
- 愛我（2007年8月17日 /日本未発売） 表題の愛我はday after tomorrowギターの北野正人が手掛けている。
- D新引力（2009年1月16日 /日本未発売）
- D1秒（2010年6月24日 /日本未発売）
- 開往明天的旅行（2011年4月26日 /日本未発売）